# 2011년 바덴뷔르템베르크 주의회 선거
제15대 바덴뷔르템베르크 주의회 선거가 2011년 3월 27일 실시됐다. 기민련이 39.0 % 득표에 60석, 사민당이 23.1 % 득표에 35석, 녹색당이 24.2 % 득표에 36석, 자민당이 5.3 %에 7석을 획득했다. 녹색당과 사민당의 과반수이상 의석확보로 독일 최초의 녹색당 주지사 가 배출 되었다. 기민련은 집권 58년 만에 야당이 되었다.

## 선거결과

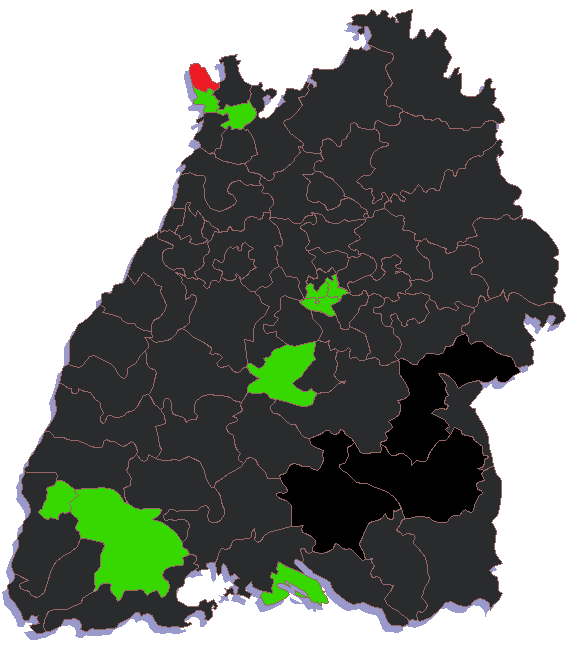
선거구별 결과 (흑: 기민련 과반수득표, 회색: 기민련 1위, 녹색: 녹색당 1위, 적색: 사민당 1위)

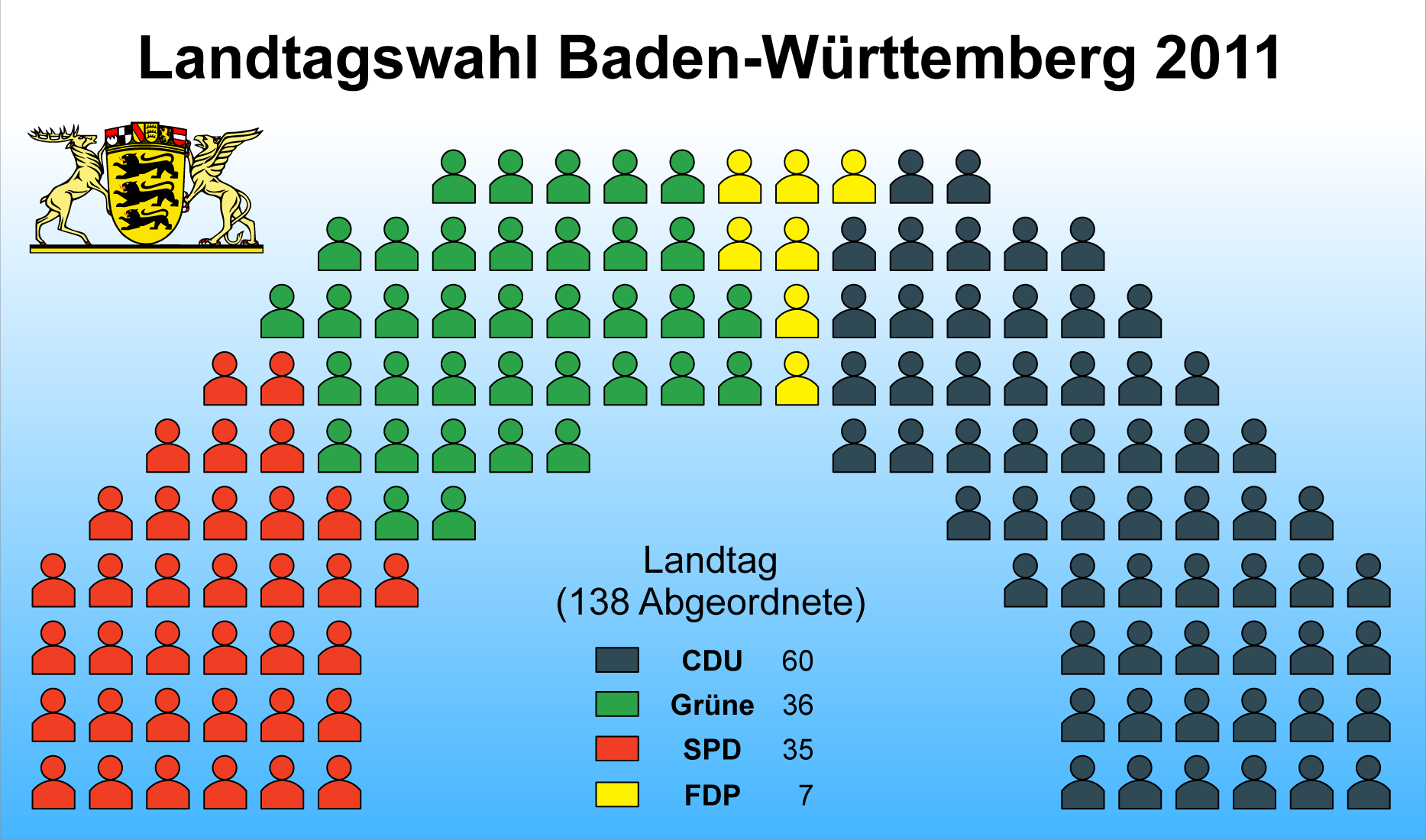

주 선거관리위원회 잠정집계에 따르면 녹색당(36석)과 사민당(35석)이 71석을 얻어, 67석을 얻는데 그친 기민련과 자민당의 지금까지 집권연정을 누루고 정권교체가 이루어질 예정이다. 이에 따라 녹색당의 주지사후보인 빈프리드 크레취만은 독일 최초의 녹색당 소속 주지사가 될 예정이다. 녹색당은 70개 지역구 중에 프라이부르크, 슈투트가르트, 콘스탄츠, 튀빙엔, 하이델베르크, 만하임 등 9개 지역구에서 당선됐고, 사민당은 만하임| 선거구에서 당선됐다. 나머지 60개 선거구에서는 기민련 후보가 지역구 당선자가 됐다.
투표율은 아래와 같다.:
|        | 수 (2011) | 비율 (%. 2011) | 수 (2006) | 비율 (%. 2006) | 증감       | 증감률 (%) |
| ------ | --------- | -------------- | --------- | -------------- | ---------- | ---------- |
| 유권자 | 7,622,955 |                | 7,516,919 |                | +106,036   |            |
| 투표   | 5,049,157 | 66.2           | 4,012,441 | 53.4           | +1,036,716 | +12.8      |
| 무효표 | 69,043    | 1.4            | 51,826    | 1.3            | +17,217    | +0.1       |
| 유효표 | 4,980,114 | 98.6           | 3,960,615 | 98.7           | +1,019,499 | -0.1       |

70개 선거구, 선관위 잠정집계결과는 아래와 같다. :
| 정당   | 득표 (2011) | 득표율 (%. 2011) | 의석 (2011) | 득표 (2006) | 득표율 (%. 2006) | 득실     | 득실율 (%) |
| ------ | ----------- | ---------------- | ----------- | ----------- | ---------------- | -------- | ---------- |
| 기민련 | 1,942,404   | 39.0             | 60          | 1,748,766   | 44.2             | +193,638 | -5.2       |
| 녹색당 | 1,205,508   | 24.2             | 36          | 462,889     | 11.7             | +742,619 | +12.5      |
| 사민당 | 1,151,859   | 23.1             | 35          | 996,207     | 25.2             | +155,652 | -2.1       |
| 자민당 | 262,520     | 5.3              | 7           | 421,994     | 10.7             | -159,474 | -5.4       |
| 좌파당 | 139,606     | 2.8              | —           | 121,753     | 3.1              | +17,853  | -0.3       |
| 해적당 | 103,392     | 2.1              | —           | x           | x                | x        | x          |

## 선거 이전 상황
2006년 주의회 선거이후 기민련과 자민당이 연정을 구성해 집권하고 있다. 2006년에서 2010년까지는 귄터 외팅어가 주지사로서 주정부를 이끌었고, 2010년부터 마푸스가 주지사직을 이어받았다. 사민당과 녹색당이 주의회내에서 의석을 가지고 야당 역할을 하고 있다.
2011년 5월 1일 임기가 시작되는 바덴뷔르템베르크 주의회는 다음과 같은 변화가 생긴다.
- 지금까지 명예직의회였던 의회가 세비가 지급되는 의회로 전환하게 된다.
- 의원에 대해 국가가 지원하는 노령보상금이 폐지되어, 노령연금에 대해 의원이 직접 부담해야 한다.

## 선거 제도
바뎀뷔르템베르크 주의회 선거에는 혼합형 비례대표제가 사용된다. 하지만 다른 주나 연방하원 선거와 달리 1인 2표제로 시행되지 않는다. 유권자는 1표를 행사해 5년 임기의 주의원 120명을 선출한다.
먼저 70개 지역구의 단순다수 득표자들이 주의회 의원이 된다. 정당 득표율이 5%가 넘는 정당에게 의원 120명의 의석을 상트라귀방식으로 배정한다. 이렇게 배정한 정당별 의석을 4개의 광역행정단위(Bezirk)별로 다시 상트라귀방식으로 배정한다. 광역행정단위 정당에 배정된 의석이 지역구 당선자보다 적은 경우 낙선한 소속정당 지역구 후보중 다득표순으로 당선자를 결정한다.
광역행정단위 정당에 배정된 의석수보다 지역구 당선자가 많은 경우 초과의석으로 정원을 늘려 인정한다. 이때 손해를 보는 정당에 보정의석이 배정된다.

## 주요 이슈

### 슈트투가르트 21
2010년 후반부터 슈트투가르트 중앙역과 고속철도 노선의 지하화하는 슈트투가르트 21 프로젝트에 대해 많은 주민들이 반대하면서, 폭발력이 큰 선거이슈가 되었다. 이 프로젝트에 반대하는 시위가 여러번 개최된바 있다. 기민련과 자민당은 이 프로젝트를 지지하고 있고, 녹색당과 좌파당은 반대하고 있다. 사민당은 이 프로젝트를 지지하고 있지만 이 문제에 대해 주민투표를 요구하고 있다.

### 원전 폐쇄
또 다른 이슈는 “원전 폐쇄의 중단”, 즉 독일 원자력 발전소의 발전기간 연장을 둘러싼 논쟁이다. 2001년 적녹 연방정부가 2022년까지 원전의 완전폐쇄를 결정한 바 있는 데, 현 메르켈 정부가 원전운행 기간을 일부는 발전소는 8년, 일부는 일부 발전소는 14년 연장할 것을 요구한 바 있다. 바덴뷔르템베르크 주에는 필립스부르크 발전소와 네카베스트하임 발전소, 그리고 2005년 가동을 시작한 오브리히하임 발전소가 있다.
2011년 3월 11일 후쿠시마 원자력 발전소 사고 이후 원자력 발전소의 필요성에 대한 논쟁이 선거의 핵심쟁점이 됐다. 같은 날 바덴뷔르템베르크 주에서는 6만명이 원자력 발전반대시위가 참여했다. 바덴뷔르템베르크 기민련과 자민당은 "중장기적으로" 원전을 폐쇄해야한다는 입장을 밝혔고, 사민당과 녹색당, 좌파당 등은 즉각적인 폐쇄를 주장하고 있다.

### 교육 정책
슈트튜가르트터 자이퉁의 여론조사에 의하면 교육정책을 "중요하다 또는 매우 중요하다"라고 생각하는 유권자는 90 %에 이른다. 이는 에너지-환경정책(88 %)과 경제정책(86 %)보다 앞서는 결과다.. 기민련과 자민당은 현재의 중등교육의 3원체제를 유지하며, 종일학교 도입통해 학생들의 종일돌보기를 확대하고자 한다. 녹색당과 사민당은 종일학교를 더 활성화시키고, 3원 중등교육체제를 단계적으로 없애고, 10년제 단일학교(그중 3년은 기나지움 과정)의 도입을 주장하고 있다.
대학재정 지원을 위해 집권연정은 등록금의 인상을 추진하고 있다. 자민당의 경우 졸업후 납부제도와 소득연동제의 도입을 추진하고 있다. 자민당안이 도입되면 재학 중에 등록금을 내지는 않게 된다. 사민당과 녹색당은 대학등록금의 폐지를 주장하고 있다. 대학재정은 주정부 재원으로 지원해야 한다고 주장한다.

### (주)에너지 바덴뷔르템베르크
주정부는 2010년 12월 6일 바덴뷔르템베르크 지역 전력 공급회사인 에너지 바덴뷔르템베르트(EnBW)의 주식 45.01 %를 프랑스전력공사로부터 재매입한다고 밝혔다. 하지만 주지사 마푸스는 후에 주의회 비공개 재정상임위원회 회의에서 주식매입에 46억7천만 유로보다 12억유로 더 많은 들어가 59억유로가 필요하다고 밝혔다.
주정부는 의회의 동의 없이 주 재정부장관의 임시편성권을 이용해 주식을 매입했다. 이에 사민당과 녹색당은 주 최고법원에 제소했다.
또 주식매입과 관련해서 사민당과 녹색당은 주식매입을 주립은행인 LBBW나 바덴뷔르템베르크 은행연합 컨소시엄에 맡기지 않고, 미국 모건스텐리 은행의 독일법인장인 디르크 노테이스가 주관하다록 한 것에 대해서도 비판하고 있다. 노테이스는 바덴뷔르템베르크 기민련 대표단에 속해있으며, 주지사 마푸스의 결혼증인으로 이 거래를 통해 주식매입액의 0.8 %의 수수료를 받았다.
주식 매입을 위한 대출금 이자는 EnBW의 배당으로 지불할 예정이다. 하지만 독일 총리 앙겔라 메르켈 후쿠시마 원전사고이후 EnBW가 운영하고 있는 2기의 원자력 발전소를 폐쇄하겠다고 발표함에 따라, 외코 인스티튜트의 계산에 따르면 최소 월 4천5백만 유로의 수입이 줄어들게 됐다. EnBW의 배당이 줄어들게 될 경우, 대출금 이자를 주재정(세금)으로 충당해야 할 상황이 발생할 수도 있다.

### 직접 민주주의
사민당과 녹색당, 자민당, 좌파당은 주민투표의 조건을 완화할 것을 주장하고 있다. 사민당과 녹색당은 주민투표가 슈트투가르트 21 프로젝트에 적용할 것을 주장하고 있다.

## 정당
15대 바덴뷔르템베르트 주의회 선거는 19개 정당과 6명의 개별 후보가 참여하고 있다. 기에 참여하고 있는 정당은 다음과 같다.
| 정당명                                                                  | 약칭            | 출마 선거구 수 | 2006년 득표율 | 주지사 후보                  |
| ----------------------------------------------------------------------- | --------------- | -------------- | ------------- | ---------------------------- |
| 바덴뷔르템베르크 독일 기독교 민주연합                                   | CDU             | 70             | 44,2 %        | 스테판 마푸스                |
| 바덴뷔르템베르크 독일 사회민주당                                        | SPD             | 70             | 25.2 %        | 닐 쉬미트                    |
| 바덴뷔르템베르크 동맹 90/녹색당                                         | GRÜNE           | 70             | 11.7 %        | 빈프리드 크레취만            |
| 바덴뷔르템베르크 자유민주당/민주국민당                                  | FDP             | 70             | 10.7%         | 울리히 골                    |
| 바덴뷔르템베르크 좌파당                                                 | Die LINKE       | 70             | 3.1 %1        | 마르타 아프리시오, 롤란드 함 |
| 바덴뷔르템베르크 공화당                                                 | REP             | 70             | 2.5 %         |                              |
| 바덴뷔르템베르크 해적당                                                 | PIRATEN         | 70             | -             |                              |
| 독일 국가민주당                                                         | NPD             | 68             | 0.7 %         | Jürgen Schützinger           |
| 생태민주당                                                              | ÖDP             | 63             | 0.6 %         | Bernd Richter                |
| 혁신과 정의를 위한 동맹                                                 | BIG             | 16             | -             |                              |
| 노동과 환경, 가족을 위한 정당                                           | AUF             | 15             | -             |                              |
| 성서에 충실한 기독교도 당                                               | PBC             | 10             | 0.7 %         |                              |
| 영적 정치를 위한 보라색당                                               | Die Violetten   | 8              | -             |                              |
| 지금 당장…독일을 위한 동맹                                              | Volksabstimmung | 5              | <0.1 %2       |                              |
| 민권운동 연대                                                           | BüSo            | 3              | -             |                              |
| 독일 가족당                                                             | FAMILIE         | 2              | -             |                              |
| 혁명적 사회주의자 동맹                                                  | RSB             | 2              | <0.1 %        |                              |
| 노동과 법치국가, 동물보호, 엘리트지원, 풀뿌리 민주주의 운동을 위한 정당 | Die PARTEI      | 1              | <0.1 %        |                              |
| 독일 공산당                                                             | DKP             | 1              | -             |                              |

1WASG로 참여

2약칭으로 Deutschland(독일)을 쓰기도 함.

## 여론 조사

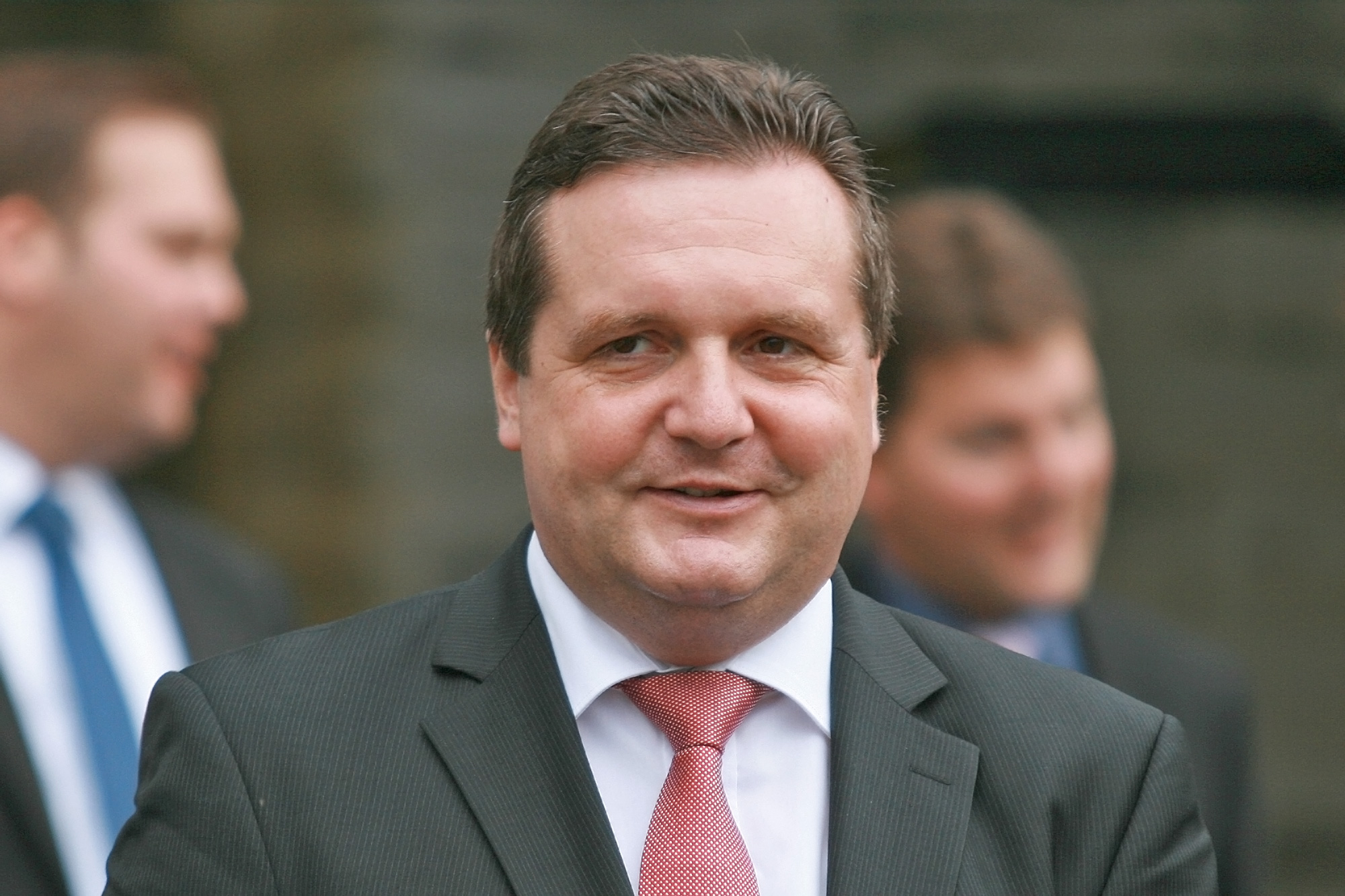
마푸스 (기민련 주지사 후보)

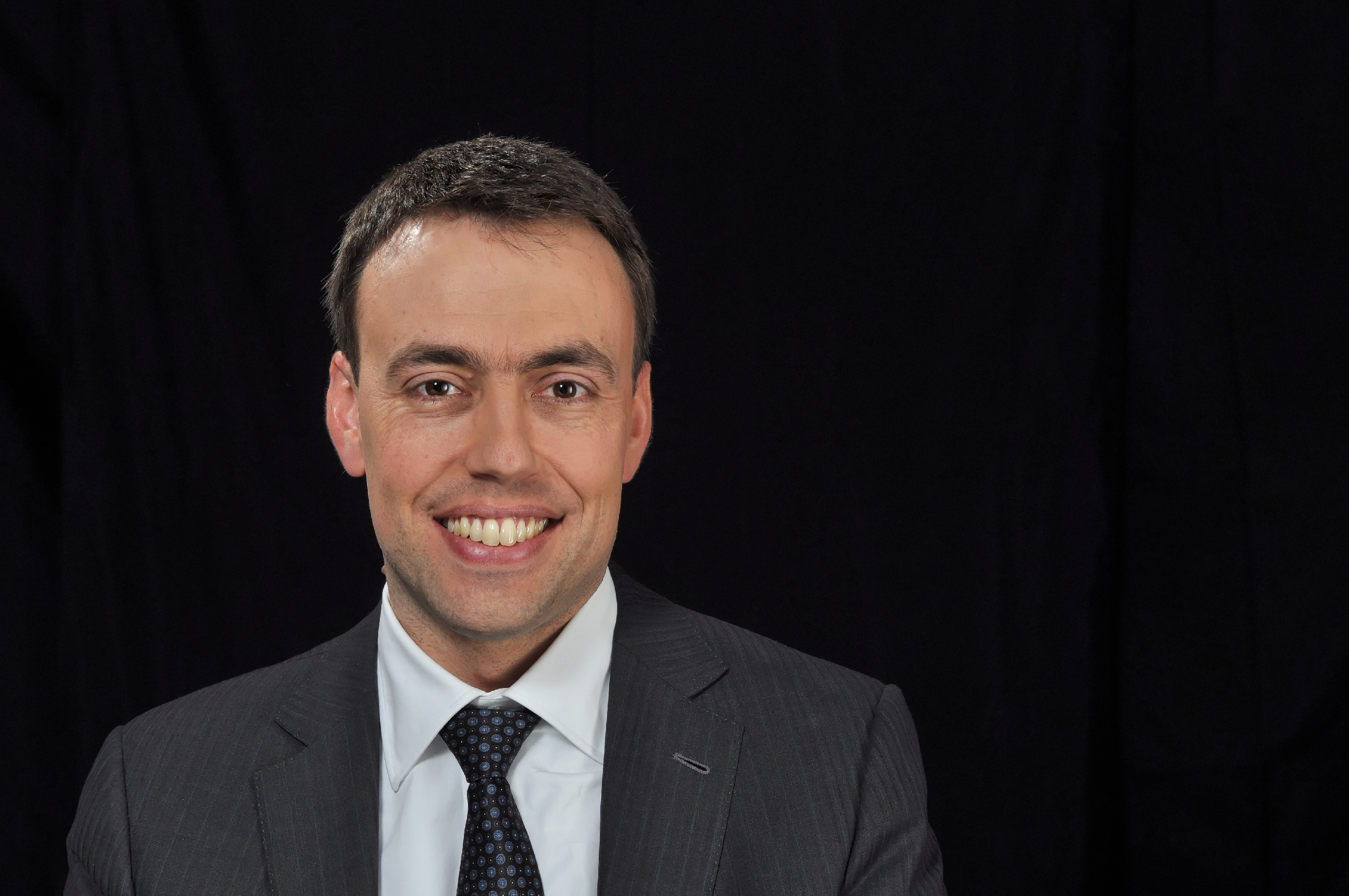
슈미트 (사민당 주지사 후보)

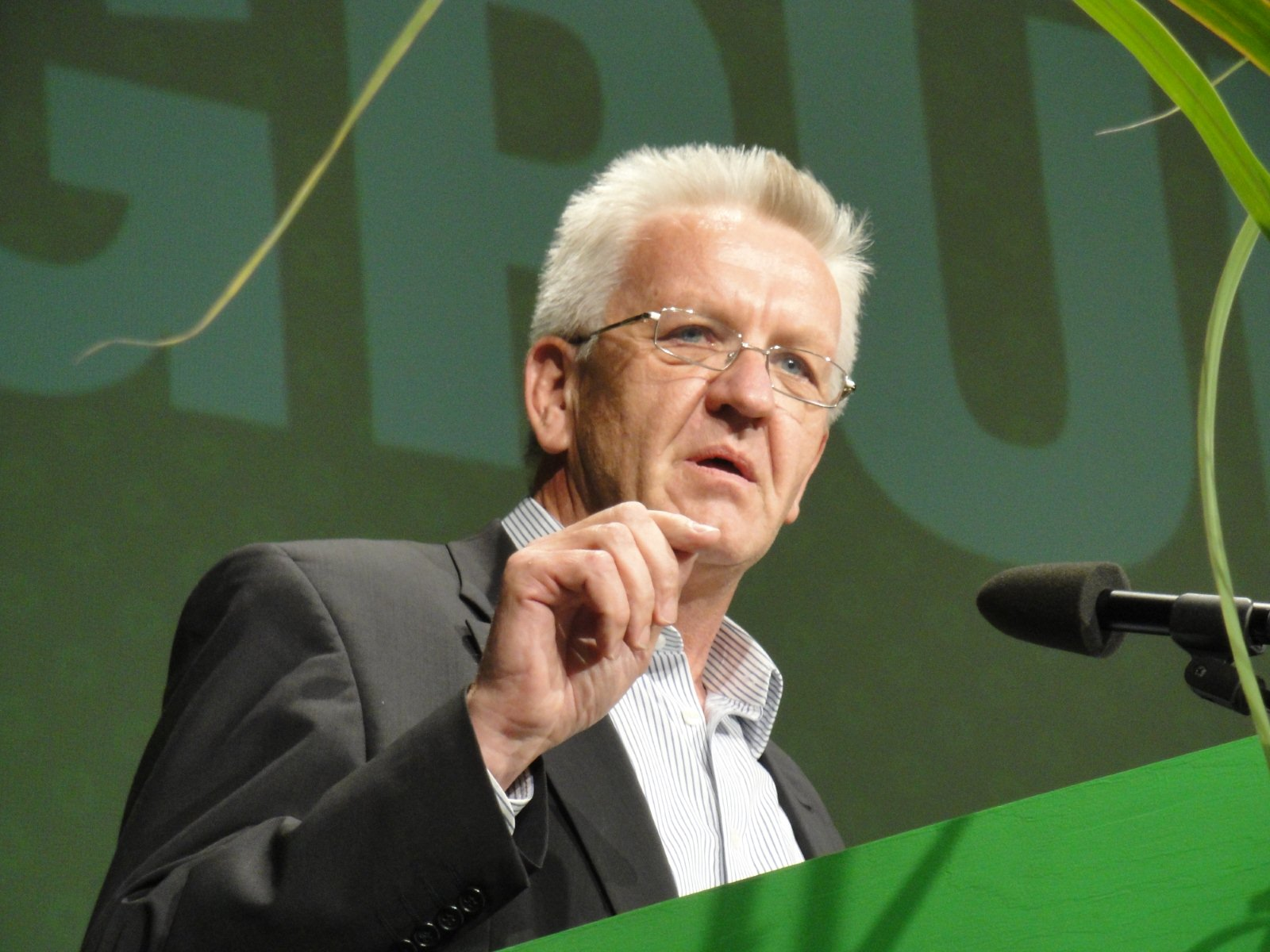
크레취만 (녹색당 주지사 후보)

2010년 슈트투가르트 21을 둘러싼 문제로 기민련의 지지율이 내려가고 녹색당의 지지율이 급등해, 한 때 녹색당 지지율이 기민련 지지율을 앞서기도 했다. 하지만 본격적인 선거운동이 시작되면서 기민련의 지지율이 오르고, 녹색당의 지지율이 내려가는 양상이 나타났다. 사민당은 선거운동과정에서 2위로 올라서기도 했다. 하지만 후쿠시마 원자력 발전소 사고 이후 녹색당의 지지율이 다시 오르고 있다. 최근 조사 결과는 기민련과 자민당의 지지율 합보다 녹색당과 사민당의 지지율 합이 높게 나와, 50여년 만에 기민련의 집권실패와 최초의 녹색당 주지사의 탄생 가능성을 보여주고 있다.
지지 정당에 관한 여론 조사 결과는 아래와 같다.
| 여론조사 기관              | 조사 일자  | 기민련 | 사민당 | 녹색당 | 자민당 | 좌파당 | 기타   |
| -------------------------- | ---------- | ------ | ------ | ------ | ------ | ------ | ------ |
| Forsa                      | 2011.03.24 | 38 %   | 24 %   | 24 %   | 05 %   | 04 %   | 05 %   |
| Emnid                      | 2011.03.20 | 38 %   | 22 %   | 25 %   | 06 %   | 04 %   | 0n.a   |
| Forschungsgruppe Wahlen    | 2011.03.18 | 38 %   | 22,5 % | 25 %   | 05 %   | 04,5 % | 05 %   |
| Infratest dimap            | 2011.03.17 | 39 %   | 22 %   | 24 %   | 05,5 % | 04,5 % | 05 %   |
| Infratest dimap            | 2011.03.14 | 42 %   | 22 %   | 21 %   | 06 %   | 04 %   | 05 %   |
| Emnid                      | 2011.03.12 | 39 %   | 24 %   | 20 %   | 07 %   | 05 %   | n.a.   |
| Forsa                      | 2011.03.11 | 40 %   | 26 %   | 20 %   | 05 %   | 04 %   | 05 %   |
| Emnid                      | 2011.03.04 | 38 %   | 25 %   | 21 %   | 08 %   | 04 %   | n.a.   |
| Forsa                      | 2011.03.02 | 39 %   | 26 %   | 19 %   | 06 %   | 04 %   | 06 %   |
| Emnid                      | 2011.02.27 | 40 %   | 23 %   | 22 %   | 06 %   | 04 %   | 05 %   |
| Customer Research 42       | 2011.02.26 | 35.0 % | 21.6 % | 21.2 % | 05.2 % | 05.9 % | 11,1 % |
| Uni Freiburg               | 2011.02.26 | 41.1 % | 22.7 % | 24.2 % | 06.0 % | 02.8 % | 3.2 %  |
| Emnid                      | 2011.02.20 | 40 %   | 20 %   | 23 %   | 07 %   | 05 %   | n.a.   |
| Emnid                      | 2011.02.13 | 40 %   | 19 %   | 25 %   | 07 %   | 04 %   | n.a.   |
| Forschungsgruppe Wahlen    | 2011.02.04 | 41 %   | 19 %   | 25 %   | 06 %   | 04 %   | 05 %   |
| Infratest dimap            | 2011.02.03 | 39 %   | 21 %   | 24 %   | 06 %   | 05 %   | 05 %   |
| Emnid                      | 2011.01.29 | 40 %   | 20 %   | 27 %   | 05 %   | 04 %   | n.a.   |
| Emnid                      | 2010.12.19 | 41 %   | 19 %   | 29 %   | 04 %   | 04 %   | n.a.   |
| Infratest dimap            | 2010.12.02 | 39 %   | 18 %   | 28 %   | 05 %   | 05 %   | 05 %   |
| Forschungsgruppe Wahlen    | 2010.11.27 | 39 %   | 19 %   | 26 %   | 05 %   | 04 %   | 07 %   |
| Allensbach                 | 2010.11.19 | 38 %   | 22 %   | 26 %   | 05 %   | 05 %   | 04 %   |
| TNS Forschung              | 2010.10.09 | 34 %   | 19 %   | 32 %   | 06 %   | 05 %   | 04 %   |
| abs Marktforschung         | 2010.10.08 | 28 %   | 17 %   | 36 %   | 08 %   | 07 %   | n.a.   |
| Infratest dimap            | 2010.09.08 | 35 %   | 21 %   | 27 %   | 05 %   | 05 %   | 07 %   |
| Forsa                      | 2010.09.01 | 37 %   | 24 %   | 24 %   | 06 %   | 04 %   | 05 %   |
| Infratest Politikforschung | 2010.07.27 | 37 %   | 25 %   | 20 %   | 07 %   | 05 %   | 06 %   |
| Infratest Politikforschung | 2010.04.20 | 41 %   | 23 %   | 17 %   | 08 %   | 05 %   | 06 %   |